# 库地薹草
库地薹草（学名：Carex curaica）为莎草科薹草属的植物。分布在蒙古北部、俄罗斯以及中国大陆的新疆等地，生长于海拔1,900米至2,460米的地区，多生于河边浅水中、沼泽或林缘，目前尚未由人工引种栽培。